# Außer Atem
Außer Atem (Originaltitel: À bout de souffle) ist ein französischer Gangsterfilm aus dem Jahr 1960. Der erste Langfilm von Jean-Luc Godard, der als Klassiker des französischen Kinos und der Nouvelle Vague gilt, entstand nach einem von Godard umgeschriebenen Drehbuch von François Truffaut, das auf einem Zeitungsbericht über einen Polizistenmord basierte.

## Handlung
Der Kleinkriminelle Michel ist mit einem gestohlenen Wagen auf dem Weg nach Paris, wo ihm jemand Geld schuldet. Er durchbricht einen Kontrollpunkt der Polizei und erschießt einen der ihn verfolgenden Motorradpolizisten. Ab jetzt wird intensiv nach ihm gefahndet.
In der Hauptstadt findet er Unterschlupf bei der jungen Amerikanerin Patricia, die er in Südfrankreich kennengelernt hat. Die Journalistikstudentin jobbt auf den Champs Élysées als Zeitungsverkäuferin für die New York Herald Tribune und bemüht sich um freiberufliche Aufträge als Korrespondentin. Michel macht ihr den Hof und drängt sie, mit ihm nach Rom zu fahren. Die moderne junge Frau findet ihn nicht uninteressant, bremst aber seine Avancen. Sie stellt dem wenig kultivierten Draufgänger den Roman Die wilden Palmen (im englischen Original The Wild Palms) des von ihr verehrten Schriftstellers William Faulkner vor. Außerdem erzählt sie ihm von dem Buch Portrait des Künstlers als junger Hund des Autors Dylan Thomas.
Michel versucht, Geld für seine Flucht nach Italien zu beschaffen, doch das Fahndungsnetz zieht sich immer enger zusammen. Die Polizei setzt Patricia unter Druck und droht ihr mit Visumsproblemen wegen ihrer fehlenden Arbeitserlaubnis. Schließlich verrät sie ihn an die Polizei. Als Michel eine von seinem Kumpan weggeworfene Pistole aufhebt, trifft ihn eine Polizeikugel in den Rücken. Der Schwerverletzte läuft noch ein ganzes Stück die Straße entlang, bis er „außer Atem“ zusammenbricht und vor Patricias Augen stirbt.

## Filmtechnik und -ästhetik
Außer Atem ist auch aufgrund seiner innovativen filmischen Mittel berühmt geworden. Dazu zählen die Verwendung einer Handkamera, Aufnahmen unter natürlichem Licht statt aufwendiger Beleuchtung und die Schnitttechnik des Jump Cut. In Dialogszenen verlaufen Sprache und Bildmontage statt der üblichen Schuss-Gegenschuss-Montage oftmals asynchron. Die stilistischen Besonderheiten sind nicht nur dem künstlerischen Wollen Godards geschuldet, sondern auch finanziellen Engpässen: Godard musste den auf zwei Stunden angelegten Film auf neunzig Minuten kürzen.

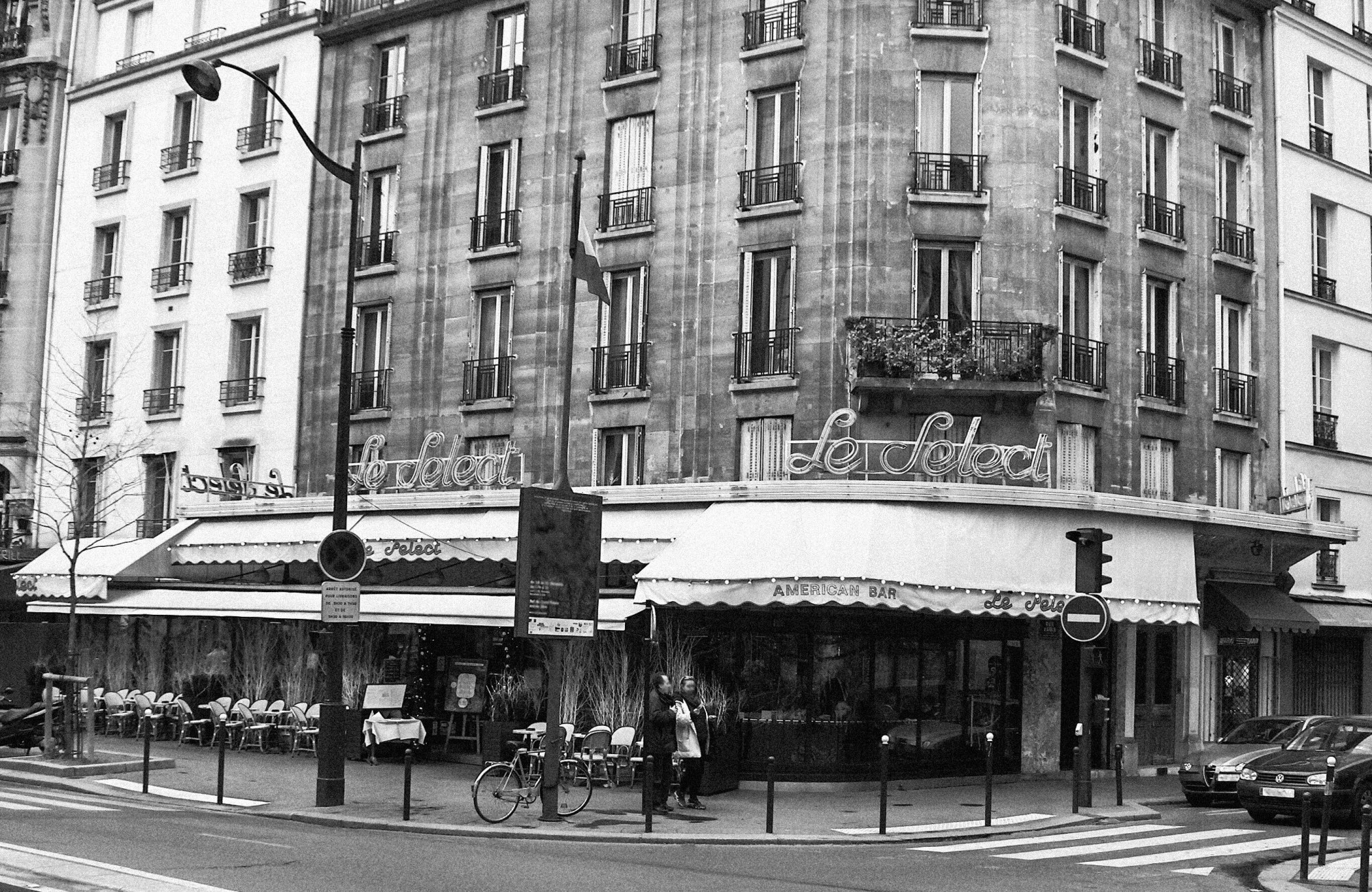
Die Brasserie „Le Select“ am Boulevard du Montparnasse in Paris, einer der Drehorte

Der Film wurde nicht im Studio, sondern in vier Wochen an Originalschauplätzen, nämlich auf dem Land, in Zimmern und den Straßen von Paris gedreht, was einen Bruch mit den bisherigen Methoden darstellte. Godard wollte das Leben dort filmen, „wo es ist“. Er sah seinen Film als „ein[en] Film ohne Regeln oder dessen einzige Regel hieß: Die Regeln sind falsch oder werden falsch angewendet“. Schon deswegen war der Film für die damalige Zeit revolutionär. Manche Zeitgenossen verglichen Godards filmtechnische Revolution mit dem Kubismus, der mit den Regeln der Malerei brach.
Zum besonderen Flair des Films tragen auch die Alltagsgeräusche der Metropole Paris und die Filmmusik bei, die großteils von dem bekannten Jazzpianisten Martial Solal interpretiert wurde.

## Hintergründe und Interpretationen
Der Film war von Godard als Hommage an den amerikanischen Film noir mit klassischen Ikonen wie Humphrey Bogart gedacht; Michel betrachtet in einer Szene auch eine Fotografie des Idols im Schaufenster eines Kinos. Aus der Hommage wird ein ironischer Abgesang auf das klassische Genre und den klassischen Gangstertypus: Michel imitiert Gesten Bogarts und ist im Gegensatz zu diesem, der in seinen Rollen – wie beispielsweise in Die Spur des Falken – stets Sieger bleibt, ein Verlierertyp. Am Ende wird er von Patricia, die sich beweisen will, dass sie ihn gar nicht liebt, sogar verraten. Schon zu Beginn des Films richtet er an den Zuschauer die Frage nach seinem bevorzugten Urlaubsziel und sagt dann: „Sie können mich mal!“ Einer Identifizierung des Zuschauers mit Michel wird also gegengesteuert (hierzu ein Verweis auf das epische Theater Bertolt Brechts, bei dem diese Vermeidung einer Identifikation mit den Protagonisten eine große Rolle spielt). Das Ende des Films treibt die Ironie bzw. Parodie auf die Spitze: Als Michel bereits niedergeschossen am Boden liegt und stirbt, zieht er abermals Grimassen. Auf seine letzten Worte an die Amerikanerin Patricia, sie sei wirklich zum Kotzen, stellt sie in die Kamera blickend die Frage: „Was heißt das, kotzen?“ In der französischen Originalfassung sagt er jedoch „C’est vraiment dégueulasse“ (Das/Es ist wirklich ekelhaft/zum Kotzen), was von einem Polizisten auf Patricias Nachfragen falsch als „Vous êtes vraiment une dégueulasse“ (Sie sind wirklich ein Ekel/zum Kotzen) wiedergegeben wird.
Der Film knüpft mit Aussagen Patricias wie „Ich weiß nicht, ob ich unglücklich bin, weil ich nicht frei bin, oder ob ich nicht frei bin, weil ich unglücklich bin“ oder der Frage an Michel, wie er sich zwischen Leiden oder Nichts entscheiden würde, auch einen Bezug zu dem damals sehr populären Existenzialismus. Michel entscheidet sich für das Nichts, denn Leiden sei ein Kompromiss – und er will alles oder nichts. Ansonsten geht er jedoch auf Patricias Fragen (auch zu einem Bild, das sie neu aufgehängt hat) nicht ein und es wird deutlich, dass sie, eine Studentin, und er, ein kleiner Gangster, nicht zusammenpassen.

## Kritiken
„Godards längst zum Klassiker gewordener Erstlingsfilm ist eine Huldigung an Humphrey Bogart und die ‚B-Filme‘ Hollywoods. […] Der Film wimmelt von inszenatorischen Regelverstößen, die man damals der Unerfahrenheit des Anfängers zuschrieb und erst später als raffinierte Absicht erkannte, einerseits den Artefaktcharakter des Films hervorzuheben, andererseits das amerikanische Ideal der ‚unsichtbaren‘ Regie zu torpedieren.“

„Verschmockte Ästheten mögen vielleicht Gefallen finden an der alle Filmgesetze über Bord werfenden Freistilregie des Anfängers Jean-Luc Godard und die Konsequenz bewundern, mit der der weltanschaulichen Anarchie des Drehbuchautors Francois Truffaut eine formale der Inszenierung angepasst wurde. Wir können nur […] vor dem Schlamm warnen, den die Ausläufer der „Neuen Welle“ nunmehr in unsere Kinos schwemmen wollen. Abzulehnen.“

„Schon nach den ersten Szenen sind alle außer Atem, die Schauspieler, die Zuschauer, die Bilder, und als Belmondo dann mit einer Kugel im Rücken auf dem Pflaster zusammenbricht, bläst er noch eine Rauchwolke aus, wie eine Pistole nach dem Schuß. Unsterblich werden und dann sterben, das dauert neunzig Minuten, und am Ende ist Belmondo ein Star, Godard ein Genie und der Film ein Klassiker.“

„Dank Super-Coolness noch so frisch wie 1960.“

„Godards erster Spielfilm ist von erfrischender Ursprünglichkeit, aber in der Geschichte von Leben und Tod eines jungen Gangsters in Paris durch seinen herzlosen Nihilismus und die bewußt hervorgekehrte Unmoral sehr problematisch. Eine allgemeine Empfehlung kann nicht ausgesprochen werden.“

## Auszeichnungen
Außer Atem lief 1960 im Wettbewerb um den Goldenen Bären auf der Berlinale und wurde schließlich mit dem Silbernen Bären für die Beste Regie ausgezeichnet. Im selben Jahr wurde der Film mit dem Prix Jean Vigo prämiert.
1961 war Außer Atem als Bester nichtitalienischer Film für den Nastro d’Argento nominiert. Von der Association Française de la Critique de Cinéma erhielt Godards Film den Prix Méliès als Bester Film. Jean-Paul Belmondo gewann den Étoile de Cristal als Bester Darsteller. 1962 war Jean Seberg in der Kategorie Beste ausländische Darstellerin für den BAFTA Award nominiert, unterlag jedoch Sophia Loren in Und dennoch leben sie.

## Neuverfilmung
1983 wurde mit Atemlos eine amerikanische Neuverfilmung mit Richard Gere und Valérie Kaprisky in den Hauptrollen gedreht. Der Film spielt in Los Angeles, wo auch gedreht wurde. Die Nationalitäten der Hauptrollen sind gegenüber dem Original vertauscht: Der Gangster ist der einheimische US-Amerikaner, seine Geliebte eine französische Studentin. Der Film konnte an den Kultstatus des Originals nicht heranreichen.

## Film über die Entstehung
Unter der Regie von Richard Linklater entstand der im Mai 2025 uraufgeführte Film Nouvelle Vague. Godard wird von Guillaume Marbeck gespielt, Jean Seberg von Zoey Deutch gespielt.

## Zitate aus dem Film
- „Als es mir in Rom im Dezember dreckig ging, habe ich als Assistent beim Film gearbeitet, im Cinecittà.“

(Gauner Michel, gespielt von Schauspieler Jean-Paul Belmondo, zu einer Freundin)
- „Die Amerikanerinnen können einem wirklich Leid tun. In Amerika sind sie prüde und hier fressen sie die Männer mit Haut und Haaren. Aber was die wahre Liebe ist, erfahren sie nie im Leben.“

(Michel über amerikanische und französische Frauen)
- „Ich möchte gern wissen, was in dir vorgeht, Michel. Ich seh dich immer wieder an und suche. Und ich finde nichts, ich finde nicht, was es ist.“

(Patricia, verkörpert von Schauspielerin Jean Seberg, zu Michel)
- „Ich bin so oder so erledigt. Außerdem sehne ich mich nach dem Gefängnis. Da wird keiner mit mir reden, ich sehe nichts als vier Wände […] Ich will schlafen, ich bin todmüde.“

(Michel kurz vor Eintreffen der Polizei)